# Reserva natural de Chórniye Zemli
La reserva natural de Chórniyeche Zemli (en ruso: заповедник «Чёрные Земли», zapovédnik «Chórniye zemli» o de las «Tierras negras») es una reserva natural en la república rusa de Kalmukia, que tiene una extensión de 1219 kilómetros cuadrados, con una zona adyacente de 900 kilómetros cuadrados. 
Fue creada en origen en el año 1990 para proteger al antílope saiga (Saiga tatarica). Con el tiempo, la economía de Calmuquia se derrumbó y el número de saiga se ha hundido debido a su caza furtiva para comida y por sus cuernos (para la medicina china) y la desertificación causada por el sobrepasto de los animales domésticos. La parte principal de la reserva se encuentra en la depresión cáspica al noroeste del mar Caspio. La reserva contiene también colonias de garcetas, de cormoranes y de pelícanos.
Desde 1993, la reserva natural de Chórniye Zemli es considerada una reserva de la biosfera por la Unesco.